# Chlorek złota(III)
Chlorek złota(III), AuCl
3 – nieorganiczny związek chemiczny z grupy chlorków, sól kwasu solnego i złota.
Można go otrzymać w reakcji złota z gorącym chlorem:
2Au + 3Cl
2 → 2AuCl
3
W tej reakcji powstaje czerwono-brunatna masa chlorku złota(III), z której po przesublimowaniu i wykrystalizowaniu otrzymuje się czerwone, higroskopijne kryształy o kształcie igieł. Na skalę przemysłową chlorek złota(III) otrzymuje się przez rozkład termiczny kwasu tetrachlorozłotowego H[AuCl
4]·4H
2O powstającego w reakcji złota z wodą królewską.
Występuje w postaci dimerycznej Au
2Cl
6. Z wodą daje kwas H
2[AuCl
3O]. Jest związkiem nietrwałym, łatwo ulega redukcji do wolnego metalu i rozkładowi termicznemu do chlorku złota(I):
AuCl
3 ⇌ AuCl + Cl
2